# Michal Hrazdíra
Michal Hrazdíra (* 6. November 1977 in Brno) ist ein ehemaliger tschechischer Radrennfahrer.
Michal Hrazdíra begann seine Karriere 2002 bei dem tschechischen Radsportteam Wüstenrot-ZVVZ. 2003 konnte er den nationalen Meistertitel im Einzelzeitfahren für sich gewinnen. 2004 nahm er an den Olympischen Sommerspielen in Athen teil. Das olympische Straßenrennen fuhr er nicht zu Ende, und im Zeitfahren belegte er den 13. Rang hinter dem Sieger Tyler Hamilton, dem später der Gebrauch von Dopingmitteln nachgewiesen wurde.

## Erfolge
2003
 – Einzelzeitfahren
2004
 – Einzelzeitfahren

## Teams
- 2002 Wüstenrot-ZVVZ
- 2003 Ed' System-ZVVZ

- 2005 ASC Dukla Praha